# アナスタシオス・アンドレウ
アナスタシオス・アンドレウ（Anastasios Andreou, ギリシア語: Αναστάσιος Ανδρέου, 1877年 - 1947年）は、キプロスのリマソール出身の男子陸上競技選手。

## 人物
1896年のアテネオリンピックの110メートルハードル競技にギリシャ代表として出場し、1回戦で敗退した。
1897年の希土戦争に義勇兵としてギリシャ陸軍に加わり、ドモコン、デルヴェン、プレア、ファルサラの戦いに参加した。